# Хайнрих-Хайне-Штрассе (станция метро)
«Хайнрих-Хайне-Штрассе» (нем. Heinrich-Heine-Straße) — станция Берлинского метрополитена. Расположена на линии U8 между станциями «Янновицбрюкке» (нем. Jannowitzbrücke) и «Морицплац» (нем. Moritzplatz). Станция находится в районе Берлина Кройцберг на пересечении Хайнрих-Хайне-Штрасе и Кёпениккер Штрасе (нем. Köpenicker Straße).

## История
Открыта 6 апреля 1928 года под названием «Неандерштрассе» (нем. Neanderstraße), своё нынешнее название получила 31 августа 1960 года. С 13 августа 1961 года, одновременно с возведением Берлинской стены, поезда проходили станцию, не останавливаясь. Все входы на станцию были замурованы, вновь она была открыта 1 июля 1990 года.

## Архитектура и оформление
Двухпролётная колонная станция мелкого заложения, архитектор — Альфред Г. Гренандер. Сооружена по типовому проекту, аналогично станциям «Лайнештрассе» и «Шёнлайнштрассе». Путевые стены и колонны облицованы крупной розовой кафельной плиткой с оттенками жёлтого. Входы на станцию расположены в торцах платформы. Северный вход не имеет наземного вестибюля, расположен на первом этаже жилого дома. Южная лестница ведёт в настоящее время непосредственно на поверхность.